# Буркацька Тетяна Вікторівна
Буркацька Тетяна Вікторівна  (нар. 11 грудня 1960, м. Самбір, Львівська область) —  сучасна українська співачка (сопрано), артистка вокального дуету «Доля» (м. Одеса) та педагог. Заслужена артистка України (1997) та Народна артистка України (2009).

## Біографія
Буркацька Тетяна Вікторівні народилась 11 грудня 1960 року у м. Самбір, що на Львівщині. У 1980 р. закінчила з відзнакою фортепіанне відділення Івано-Франківського музичного училища (клас фортепіано Б. Сербинської) та у 1986 р. Одеську консерваторію (клас сольного співу професора та народної артистки О. М. Фоменко). Співала в ансамблі «Гуцулочка» (Івано-Франківськ), з яким виступала у РФ та Алжирі.
З 1985 р. до 1997 р. працювала солісткою-вокалісткою оркестру штабу Одеського військового округу, з 1986 р. й донині разом зі Ларисою Стадниченко є артисткою-солісткою-вокалісткою вокального дуету «Доля» Одеської обласної філармонії, який протягом своєї творчої діяльності виступав з народними артистами СРСР та України С. Ротару, Е. П’єхою, В. Зінкевичем, Н.Матвієнко, М.Свидюком та ін.
Музичні записи і телевізійні програми за участю дуету «Доля» протягом багатьох років транслює як українське національне, так і одеське обласне радіо і телебачення. Дует багато гастролює містами різних країн світу.
З 2007 р. викладає в Одеській національній музичній академії імені А.В. Нежданової на кафедрі сольного співу фортепіанно-теоретичного та вокального факультету. Вчене звання – доцент, в.о. професора. 

## Нагороди та премії
- 1985 р. – Лауреатка Національного конкурсу сучасної української пісні (м. Київ)[1]
- 1992 р. – Лауреатка Міжнародного конкурсу української пісні «Золоті трембіти» (м. Тернопіль)[1]
- 1993 р. – Лауреатка Міжнародного конкурсу камерних виконавців «Золота осінь» (м. Хмельницький)[1]
- 1997 р. – Заслужена артистка України[1]
- 2000 р. – Лауреатка Міжнародного конкурсу вокалістів ім. В. Белліні (м. Раґуза, Італія)[1]
- 2009 р. – Народна артистка України[2]